# Parque nacional de Khao Nam Khang
El Parque nacional de Khao Nam Khang es un área protegida del sur de Tailandia, en la provincia de Songkhla. Tiene 212 kilómetros cuadrados de extensión y fue declarado en 1991, como el parque nacional n.º 65 del país. 
Es una zona montañosa en el límite con Malasia. Su punto más alto, el pico Khao Nam Khang, alcanza los 710 m s. n. m.